# Володятино
Володятино — село в Гаврилово-Посадском районе Ивановской области России, входит в состав Осановецкого сельского поселения.

## География
Село расположено на берегу реки Ирмес в 7 км на восток от центра поселения села Осановец и в 5 км на запад от райцентра города Гаврилов Посад.

## История
Церковь в селе существовала в XVII столетии, а село являлось дворцовой волостью. О существовании села в 1707 году говорится в «прошении священника Суздальского Покровского девичьего монастыря Иоанна Климонтова в Святейший Синод…» от 1722 года. В 1800 году на средства прихожан была построена каменная церковь в честь Архистратига Божьего Михаила, при ней устроен был теплый придел с престолами в честь Боголюбской Божьей Матери и в честь Усекновения главы Иоанна Предтечи. Каменная трехъярусная колокольня была построена в 1843 году, церковь и колокольня обнесены каменной оградой. В 1893 году в селе числилось 136 дворов, мужчин — 411, женщин — 458. В селе имелась церковно-приходская школа, помещавшаяся в собственном доме.
В конце XIX — начале XX века село входило в состав Гавриловской волости Суздальского уезда Владимирской губернии.
С 1929 года село являлось центром Володятинского сельсовета Гаврилово-Посадского района, с 1954 года — в составе Осановецкого сельсовета, с 2005 года — в составе Осановецкого сельского поселения.

## Население
| 1859 | 1897 | 1905 | 2010 |
| ---- | ---- | ---- | ---- |
| 635  | ↗796 | ↗863 | ↘52  |

## Достопримечательности
В селе расположена Церковь Михаила Архангела с колокольней (1800—1843). Летом 2021 года в храме восстановили предел, и теперь регулярно проводят богослужения.